# Hominini
Ne doit pas être confondu avec Homininae ou Hominina.
Tribu
Sous-tribus de rang inférieur
- Panina (lignée des chimpanzés)
- Hominina (lignée des humains)

Les Hominini forment une tribu de singes de la famille des hominidés, constituée de la sous-tribu des Hominina (incluant notamment les genres Homo, Australopithecus et Paranthropus) et de la sous-tribu des Panina (incluant les chimpanzés et bonobos).

## Classification phylogénétique
Les Chimpanzés et les Bonobos sont génétiquement plus proches des Homo sapiens que des Gorilles, malgré les apparences, et sont donc regroupés avec les humains dans la tribu des Hominini.
Phylogénie des genres actuels d'hominidés, d'après Shoshani et al. (1996) et Springer et al. (2012) :
| Gorillini | Gorilla (Gorille)                                                                                             |
|           | Gorilla (Gorille)                                                                                             |
| Hominini  | \| Panina \| Pan (Chimpanzé) \| \| \| Pan (Chimpanzé) \| \| Hominina \| Homo (Homme) \| \| \| Homo (Homme) \| |
|           | \| Panina \| Pan (Chimpanzé) \| \| \| Pan (Chimpanzé) \| \| Hominina \| Homo (Homme) \| \| \| Homo (Homme) \| |
| Panina    | Pan (Chimpanzé)                                                                                               |
|           | Pan (Chimpanzé)                                                                                               |
| Hominina  | Homo (Homme)                                                                                                  |
|           | Homo (Homme)                                                                                                  |

| Panina   | Pan (Chimpanzé) |
|          | Pan (Chimpanzé) |
| Hominina | Homo (Homme)    |
|          | Homo (Homme)    |

| Gorillini | Gorilla (Gorille)                                                                                             |
|           | Gorilla (Gorille)                                                                                             |
| Hominini  | \| Panina \| Pan (Chimpanzé) \| \| \| Pan (Chimpanzé) \| \| Hominina \| Homo (Homme) \| \| \| Homo (Homme) \| |
|           | \| Panina \| Pan (Chimpanzé) \| \| \| Pan (Chimpanzé) \| \| Hominina \| Homo (Homme) \| \| \| Homo (Homme) \| |
| Panina    | Pan (Chimpanzé)                                                                                               |
|           | Pan (Chimpanzé)                                                                                               |
| Hominina  | Homo (Homme)                                                                                                  |
|           | Homo (Homme)                                                                                                  |

| Panina   | Pan (Chimpanzé) |
|          | Pan (Chimpanzé) |
| Hominina | Homo (Homme)    |
|          | Homo (Homme)    |

Selon une étude de 2016, basée sur l'analyse génétique de 10 espèces de singes, dont plusieurs espèces d'hominidés, le taux de mutation génétique à prendre en compte pour le calibrage de l'horloge moléculaire ne doit pas être calculé par unité de temps mais par nombre de générations. Or les hominidés ont des générations moyennes sensiblement plus longues que les singes à queue, ce qui conduit à ralentir le rythme des mutations génétiques par unité de temps.
Cette étude propose donc des dates de divergence nettement plus élevées qu'estimé auparavant :
- les Hominini auraient divergé des Gorillini il y a environ 10,8 Ma (entre 9,4 et 12,2 Ma) ;
- les Hominina auraient divergé des Panina il y a environ 7,9 Ma (entre 6,5 et 9,3 Ma).

## Liste des espèces
On ne connait pas encore d'espèces fossiles basales de la tribu des Hominini, ni d'espèces fossiles de la sous-tribu des Panina. Les plus anciens fossiles connus de chimpanzés sont trois dents trouvées près du lac Baringo, au Kenya, et datées en 2005 d'environ 500 000 ans,.

L'arbre buissonnant de l'évolution des Homininae depuis 10 millions d'années

### Panina
- Genre Pan
  - Pan troglodytes (chimpanzé)
  - Pan paniscus (bonobo)

### Hominina
- Sahelanthropus tchadensis : 7 millions d'années
- Orrorin tugenensis : 5,9 millions d'années
- Ardipithecus
  - Ardipithecus kadabba : 5,8 à 5,2 millions d'années
  - Ardipithecus ramidus : 4,4 millions d'années
- Kenyanthropus platyops : 3,4 millions d'années
- Australopithecus
  - Australopithecus anamensis : 4,2 à 3,8 millions d'années
  - Australopithecus afarensis : 3,9 à 2,9 millions d'années
  - Australopithecus prometheus : 3,67 à 3 millions d'années
  - Australopithecus bahrelghazali : 3,6 millions d'années
  - Australopithecus deyiremeda : 3,4 millions d'années
  - Australopithecus africanus : 3,5 à 2,4 millions d'années
  - Australopithecus garhi : 2,5 millions d'années
  - Australopithecus sediba : 2 millions d'années
- Paranthropus
  - Paranthropus aethiopicus : 2,7 à 2,3 millions d'années
  - Paranthropus boisei : 2,3 à 1,4 million d'années
  - Paranthropus robustus : 2,2 à 1,2 million d'années
- Homo

Selon Bernard Wood, l’appartenance de Sahelanthropus tchadensis, Orrorin tugenensis, Ardipithecus kadabba et    A. ramidus à la lignée humaine est possible voire probable, mais en l'état actuel des connaissances, il est impossible de l'affirmer de façon péremptoire. Seule l'appartenance à Hominini est avérée.

### références
1. ↑  (en) J. Shoshani, C. P. Groves, E. L. Simons et G. F. Gunnell, « Primate phylogeny : morphological vs. molecular results », Molecular Phylogenetics and Evolution, vol. 5, no 1,‎ 1996, p. 102-54 (PMID 8673281, lire en ligne).
2. ↑  (en) Mark S. Springer, Robert W. Meredith et al., « Macroevolutionary Dynamics and Historical Biogeography of Primate Diversification Inferred from a Species Supermatrix », PLoS ONE, vol. 7, no 11,‎ 2012, e49521 (ISSN 1932-6203, PMID 23166696, PMCID 3500307, DOI 10.1371/journal.pone.0049521, lire en ligne).
3. ↑  (en) Priya Moorjani, Carlos Eduardo G. Amorim, Peter F. Arndt et Molly Przeworski, « Variation in the molecular clock of primates », PNAS, vol. 113, no 38,‎ 20 septembre 2016, p. 10607–10612 (lire en ligne)
4. ↑  Cécile Dumas, « Les premiers fossiles de chimpanzés », Sciences et Avenir,‎ 1er septembre 2005 (lire en ligne)
5. ↑  Jean-Jacques Jaeger, « Une histoire de grands singes », Pour la science,‎ 10 janvier 2015 (lire en ligne)
6. ↑  Bernard Wood, « Le buissonnant rameau humain », Pour la science, no 445,‎ novembre 2004, p. 35
7. ↑  « University Professor of Human Origins », sur anthropology.columbian.gwu.edu.
8. ↑  Human evolution de Bernard Wood, publié par Oxford University Press en 2019; page 65 à 71.  (ISBN 978-0-19-883174-7)